# Cisse Sandra
Cisse Sandra (Bruges, 16 dicembre 2003) è un calciatore belga, centrocampista del Willem II in prestito dal Club Bruges.

## Carriera

### Club
Sanfra ha iniziato la sua carriera nel settore giovanile del Club Bruges. Il 22 agosto 2020 ha debuttato con la squadra riserve del Bruges, il Club NXT, in Tweede klasse contro il RWDM47.
Ha segnato il suo primo gol fra i professionisti il 30 agosto 2020 contro il Lommel, portando momentaneamente la sua squadra in vantaggio prima che l'incontro terminasse 2-2.
Il 22 agosto 2023 è stato prestato per tutta la stagione in Eredivisie all'Excelsior; nella stagione successiva gioca in prestito nel medesimo campionato al Willem II.

### Nazionale
Ha giocato nelle nazionali giovanili belghe Under-17, Under-19 ed Under-21.

## Statistiche

### Presenze e reti nei club
Statistiche aggiornate al 22 ottobre 2023.
| Stagione        | Squadra         | Campionato      | Campionato | Campionato | Coppe nazionali | Coppe nazionali | Coppe nazionali | Coppe continentali | Coppe continentali | Coppe continentali | Altre coppe | Altre coppe | Altre coppe | Totale | Totale | Totale |
| Stagione        | Squadra         | Comp            | Pres       | Reti       | Comp            | Pres            | Reti            | Comp               | Pres               | Reti               | Comp        | Pres        | Reti        | Pres   | Reti   |        |
| --------------- | --------------- | --------------- | ---------- | ---------- | --------------- | --------------- | --------------- | ------------------ | ------------------ | ------------------ | ----------- | ----------- | ----------- | ------ | ------ | ------ |
| 2020-2021       | Club NXT        | 2D              | 11         | 1          |                 | -               | -               |                    | -                  | -                  |             | -           | -           | 11     | 1      |        |
| 2022-2023       | Club NXT        | 2D              | 13         | 5          |                 | -               | -               |                    | -                  | -                  |             | -           | -           | 13     | 5      |        |
| 2021-2022       | Club Bruges     | PL              | 7          | 1          | CB              | 3               | 0               | UCL                | 1                  | 0                  | SB          | 1           | 0           | 12     | 1      |        |
| 2022-2023       | Club Bruges     | PL              | 11         | 1          | CB              | 1               | 0               | UCL                | 1                  | 0                  | SB          | 0           | 0           | 13     | 1      |        |
| 2023-2024       | Excelsior       | ED              | 7          | 0          | CO              | 0               | 0               |                    | -                  | -                  |             | -           | -           | 7      | 0      |        |
| Totale carriera | Totale carriera | Totale carriera | 49         | 8          |                 | 4               | 0               |                    | 2                  | 0                  |             | 1           | 0           | 56     | 8      |        |

## Palmarès

### Club

#### Competizioni nazionali
- Campionato belga: 2

Club Bruges: 2020-2021, 2021-2022
- Supercoppa del Belgio: 2

Club Bruges: 2021, 2022